# Jerzy Kita
Jerzy Marian Kita (ur. 19 kwietnia 1931 w Rączkach, zm. 23 kwietnia 2022) – polski lekarz weterynarii, emerytowany profesor doktor habilitowany nauk weterynaryjnych, specjalista chorób zakaźnych zwierząt, wykładowca Wydziału Medycyny Weterynaryjnej SGGW w Warszawie oraz Wydziału Medycyny Weterynaryjnej UP we Wrocławiu, były dziekan warszawskiego wydziału oraz kierownik Zakładu Chorób Zakaźnych na tymże wydziale, były członek zarządu i prezes Zarządu Głównego (1998-2000) Polskiego Towarzystwa Nauk Weterynaryjnych, kierownik podyplomowych studiów specjalizacyjnych Epizootiologia i Administracja Weterynaryjna na wrocławskim wydziale.